# Добі
Добі (англ. Dobby) — персонаж серії книг Джоан Роулінг про Гаррі Поттера. Спочатку був домашнім ельфом сім'ї Мелфоїв, після визволення Гаррі Поттером наприкінці книги «Гаррі Поттер і таємна кімната» — вільний ельф.

## Життєпис персонажу
Вперше з'являється як персонаж в "Гаррі Поттер і таємна кімната". Він постійно називає себе в третій особі.
Добі зустрічається з Гаррі в домі у Дурслів, щоб відмовити його повертатися до Гоґвортсу. Пізніше Добі намагається утримати Гаррі подалі від Гоґвортсу, магічно запечатавши прихований вхід на Платформу 9¾, але його спроба зірвалася, коли головні герої приїхали до школи на літаючому Ford Anglia Артура Візлі. Під час матчу з квідичу Добі зачаровує бладжер, щоб той переслідував Гаррі, сподіваючись завдати йому достатньої шкоди, щоб відправити додому; але Бладжеру вдається лише зламати Гаррі руку. Добі розповідає, що коли поневоленому домовику його господар дарує якийсь предмет одягу, то домовик стає вільним; і коли Гаррі (після повернення з Таємної кімнати) дізнається, що господарем Добі є Луціус Мелфой, він обманом змушує Мелфоя звільнити Добі, що забезпечує йому безмежну вірність домовика. Тепер він готовий захищати Гаррі, незважаючи на ціну; як він сам каже, "Гаррі Поттер звільнив Доббі!"
Доббі повертається в Гаррі Поттер і келих вогню. Тепер вільний ельф він отримує оплачувану посаду в Гоґвортсі. Добі також швидко стає єдиним домовиком, який прибирає у грифіндорській вітальні, коли Герміона, намагаючись звільнити ельфів, залишає в'язаний одяг напівзахованим по всій кімнаті, що інші ельфи вважають образливим. Він також допомагає Гаррі виконати друге завдання Турніру Трьох Чарівників, давши йому Гіллівід. Пізніше Добі з'являється в "Гаррі Поттер і Орден Фенікса", показуючи Гаррі приховану Кімнату Вимог, яку Гаррі використовує для таємних зустрічей Дамблдорової Армії. Коли професорка Амбридж згодом виявляє ці зустрічі, Добі приходить, щоб попередити групу. У "Гаррі Поттер і напівкровний Принц" Гаррі доручає Добі наглядати за іншим ельфом Крічером, коли наказує йому працювати на кухнях Гоґвортсу разом з іншими домовиками; а пізніше доручає обом стежити за Драко Мелфоєм.
Доббі востаннє з'являється в "Гаррі Поттер і смертельні реліквії", коли Аберфорт Дамблдор відправляє його рятувати головних героїв із маєтку Мелфоїв після того, як Гаррі просить допомоги Аберфорта, дивлячись на своє око в дзеркалі Сіріуса. Але в процесі Доббі гине від руки Белатриса Лестранж . Він похований у Котеджі Шелл під надгробком з епітафією «Тут лежить Доббі, вільний ельф».

## Опис
Ім'я Добі походить від dobby, істоти в англійському фольклорі. Ця істота виконує домашню роботу і добре ставиться до дітей, як і персонаж серії книг.
У фільмах «Гаррі Поттер і Таємна кімната» та «Гаррі Поттер і Дари смерті – Частина 1» Доббі озвучує Тобі Джонс. IGN поставив Доббі своїм 24-м найкращим персонажем Гаррі Поттера, а його смерть описана як «один із найбільш зворушливих моментів у серії».
Прихильники Володимира Путіна часто звинувачували творців фільмів про Гаррі Поттера в тому, що вони навмисно зробили Доббі схожим на нього.